# Union sportive madinet Sétif
Maillots
Dernière mise à jour : 22 avril 2020.
L'Union Sportive Madinet Sétif (en arabe : الاتحاد الرياضي لمدينة سطيف), plus couramment abrégé en USM Sétif ou encore en USMS, est un club algérien de football fondé en 1933 et basé à Sétif.
Le club évolue actuellement en 4e division.

## Historique
Durant la période coloniale, l'USM Sétif remporte à deux reprises le championnat (en 1946 et 1951), et participe plusieurs fois à la Coupe d'Afrique du Nord de football. Après l'indépendance de l'Algérie, le club prend part au premier championnat à une seule poule, en 1964. La saison suivante, l'USMS se classe 15e et est relégué en Nationale II.
7 ans plus tard, en 1973, le club remonte en Nationale I et réussit à se maintenir de justesse, se classant 13e à seulement 1 point du premier relégable. Les Grenats n'ont pas la même réussite lors de l'exercice 1974-1975, puisqu'ils terminent le championnat à l'avant-dernière place du classement et sont donc relégués en Nationale II. Ce fut la dernière saison de l'USM Sétif dans l'élite du football Algérien.
En 2005, alors pensionnaire de D3, le club atteint la finale de la Coupe d'Algérie pour la première fois de son histoire. L'USMS s'incline difficilement 1-0 après prolongations face à l'ASO Chlef.
Lors de la saison 2014-2015, l'USM Sétif évolue dans le groupe Centre-Est du Championnat d'Algérie Inter-Régions (D4).

## Palmarès
| Compétitions nationales | Compétitions de jeunes                                |
| --- | ----------------------------------------------------- |
| - Coupe d'Algérie : - Finaliste : 2004-05. - Ligue 2 (1) : - Champion Gr. est : 1972-73. - DNA (5) : - Champion Gr. est : 1969-70, 1992-93, 1997-98, 2002-03 et 2006-07. - Championnat départemental (D1) (2) : - Champion : 1945-46 et 1950-51. | - Coupe d'Algérie Cadets (1) : - Vainqueur : 1969-70. |

## Parcours

### En championnat
- 1962-63 : C-H Gr IV. Est, 1er
- 1963-64 : D-H Est, Gr. Ouest 3e
- 1964-65 : D1, 9e
- 1965-66 : D1, 15e
- 1966-67 : D2, 9e
- 1967-68 : D2, 11e
- 1968-69 : D3, Gr. Est 5e
- 1969-70 : D3, Gr. Est 1er
- 1970-71 : D2, Gr. Centre-Est 11e
- 1971-72 : D2, Gr. Est ?e
- 1972-73 : D2, Gr Est 1er
- 1973-74 : D1, 13e
- 1974-75 : D1, 15e
- 1975-76 : D2, Gr. Est 7e
- 1976-77 : D2, Gr. Est ?e
- 1977-78 : D3, Gr. Est ?e
- 1978-79 : D3, Gr. Est ?e
- 1979-80 : D3, Gr. Est ?e
- 1980-81 : D3, Gr. Est ?e
- 1981-82 : D3, Gr. Est ?e
- 1982-83 : D3, Gr. Est ?e
- 1983-84 : D2, Gr. Centre-Est 13e
- 1984-85 : D2, Gr. Est 2e
- 1985-86 : D2, Gr. Est 11e
- 1986-87 : D2, Gr. Est 6e
- 1987-88 : D2, Gr. Est 15e
- 1988-89 : D3, Gr. Batna ?e
- 1989-90 : D3, Gr. Batna 2e
- 1990-91 : D3, Gr. Batna 8e
- 1991-92 : D3, Gr. Batna ?e
- 1992-93 : D3, Gr. Batna 1er
- 1993-94 : D2, Gr. Est 17e
- 1994-95 : D3, Gr. Batna ?e
- 1995-96 : D3, Gr. Batna ?e
- 1996-97 : D3, Gr. Batna ?e
- 1997-98 : D3, Gr. Batna 1er
- 1998-99 : D2, Gr. Est 9e
- 1999-00 : D3, Gr. Est 10e
- 2000-01 : D3, Gr. Est 5e
- 2001-02 : D3, Gr. Est ?e
- 2002-03 : D3, Gr. Est 1er
- 2003-04 : D2, Gr. Est 10e
- 2004-05 : D3, Gr. Est 12e
- 2005-06 : D3, Gr. Est ?e
- 2006-07 : D3, Gr. Est 1er
- 2007-08 : D2, 9e
- 2008-09 : D2, 15e
- 2009-10 : D2, 9e
- 2010-11 : DNA Gr. Est 7e
- 2011-12 : DNA Gr. Est 14e
- 2012-13 : D4, Inter-Régions Centre-est ?e
- 2013-14 : D4, Inter-Régions Centre-est ?e
- 2014-15 : D4, Inter-Régions Centre-est ?e
- 2015-16 : D4, Inter-Régions Centre-est 11e
- 2016-17 : D4, Inter-Régions Centre-est 8e
- 2017-18 : D4, Inter-Régions Centre-est 4e
- 2018-19 : D4, Inter-Régions Centre-est ?e
- 2019-20 : D4, Inter-Régions Centre-est ?e
- 2020-21 : D4, Inter-Régions Centre-est ?e
- 2021-22 :
- 2022-23 :
- 2023-24 :

### En coupe d'Algérie
| Saison  | Tour        | Matchs            | Résultats     |
| ------- | ----------- | ----------------- | ------------- |
| 1962-63 | 1/2 finale  | ES Mostaganem     | 1-0 a.p       |
| 1963-64 | 1/8 finale  | JS El Biar        | 2-0           |
| 1964-65 | 1/4 finale  | USM Blida         | 2-0           |
| 1965-66 | 1/8 finale  | OM Ruisseau       | 4-1           |
| 1966-67 | 1/4 finale  | USM Alger         | 4-1           |
| 1967-68 | 1/16 finale | JS Jijel          | 2-0           |
| 1968-69 | 1/32 finale | AS Khroub         | 2-0           |
| 1969-70 | ?           | ?                 | ?             |
| 1970-71 | ?           | ?                 | ?             |
| 1971-72 | 1/8 finale  | CR Belcourt       | 4-2           |
| 1972-73 | 1/16 finale | OM Ruisseau       | 3-1           |
| 1973-74 | 1/32 finale | CS Constantine    | 3-1           |
| 1974-75 | 1/16 finale | HAMRA Annaba      | 5-2           |
| 1975-76 | 1/32 finale | CAC Constantine   | 1-0           |
| 1976-77 | 1/32 finale | CA Batna          | 3-2           |
| 1977-78 | ?           | ?                 | ?             |
| 1978-79 | ?           | ?                 | ?             |
| 1979-80 | ?           | ?                 | ?             |
| 1980-81 | ?           | ?                 | ?             |
| 1981-82 | ?           | ?                 | ?             |
| 1982-83 | ?           | ?                 | ?             |
| 1983-84 | 1/8 finale  | JE Tizi-Ouzou     | 2-1 a.p       |
| 1984-85 | 1/4 finale  | GC Mascara        | 1-1 t.a.b 4-2 |
| 1985-86 | 1/64 finale | ETR Skikda        | 0-0 t.a.b 4-3 |
| 1986-87 | 1/32 finale | USM Annaba        | 2-0           |
| 1987-88 | 1/64 finale | MB Azzaba "B"     | ?             |
| 1988-89 | ?e T.R      | ?                 | ?             |
| 1989-90 | N.J         | N.J               | N.J           |
| 1990-91 | 1/32 finale | ES Guelma         | 2-1           |
| 1991-92 | 1/8 finale  | CS Constantine    | 2-1           |
| 1992-93 | N.J         | N.J               | N.J           |
| 1993-94 | ?e T.R      | ?                 | ?             |
| 1994-95 | 1/32 finale | JS Bordj Menaiel  | 1-0           |
| 1995-96 | 1/64 finale | ES Sétif          | ?             |
| 1996-97 | 1/4 finale  | WA Boufarik       | 2-1           |
| 1997-98 | 1/32 finale | AS Maghnia        | 2-1           |
| 1998-99 | 1/32 finale | CR Belouizdad     | 2-0           |
| 1999-00 | 1/8 finale  | JS Kabylie        | 2-1           |
| 2000-01 | 1/16 finale | MC Alger          | 1-0           |
| 2001-02 | 1/32 finale | US Chaouia        | 2-1           |
| 2002-03 | 1/8 finale  | CR Belouizdad     | 1-1 t.a.b 5-4 |
| 2003-04 | 1/64 finale | MC El Eulma       | ?             |
| 2004-05 | Finaliste   | ASO Chlef         | 1-0 a.p       |
| 2005-06 | ?e T.R      | ?                 | ?             |
| 2006-07 | 1/32 finale | JS Kabylie        | 2-0           |
| 2007-08 | 1/64 finale | MB Constantine    | 2-1           |
| 2008-09 | 1/8 finale  | ES Ben Aknoun     | 1-1 t.a.b 5-4 |
| 2009-10 | 1/32 finale | IB Mouzaia        | 2-0           |
| 2010-11 | 1/64 finale | US Chaouia        | 2-1           |
| 2011-12 | 2e T.R      | USC Ouled Adouane | 3-1           |
| 2012-13 | ?e T.R      | ?                 | ?             |
| 2013-14 | 1/64 finale | MO Constantine    | 1-0           |
| 2014-15 | 1/16 finale | ASM Oran          | 2-1           |
| 2015-16 | 4e T.R      | JS Redjas         | 2-0           |
| 2016-17 | ?e T.R      | ?                 | ?             |
| 2017-18 | 1/64 finale | JSM Skikda        | 0-0 t.a.b     |
| 2018-19 | 1/32 finale | SA Mohamadia      | 2-1           |
| 2019-20 | ?e T.R      | US Chaouia        | ?             |
| 2020-21 | N.J         | N.J               | N.J           |
| 2021-22 | N.J         | N.J               | N.J           |
| 2022-23 | ?e T.R      | JS Menzel Abtal   | ?             |
| 2023-24 | 4e T.R      | AS Khroub         | 0-0 t.a.b     |

## Identité du club

### Logo et couleurs
Depuis la fondation de l'Union Sportive Madinet Sétif en 1933, ses couleurs sont toujours le Grenat et le Blanc.

Ancien logo
Logo actuel.

### Personnalités du club
- Abdelmalek Benhabylès
- Ferhat Abbas[2]
- Mohamed Messaoud Berbagui[3]
- Rachid Mekhloufi[4]
- Abdelhamid Kermali[5]
- Ahmed Neggache[6]
- Mohamed Griche[7]
- Mokhtar Arribi[8]
- Aïssa Fellahi
- Ali Benaouda[9]
- Lakhlef Lahocine
- Imad Bella

 Président docteur mostefai Mohamed Cherif

## Principaux sponsors
- APC de Sétif
- Sonelgaz
- Sa

Oakhlef lahocine